# Каменушка (Новосибирская область)
Каменушка — посёлок в Новосибирском районе Новосибирской области России. Входит в состав Барышевского сельсовета.

## География
Площадь посёлка — 11 гектаров.

## Население
| 2002 | 2007 | 2010 |
| ---- | ---- | ---- |
| 72   | ↗84  | ↘83  |

## Инфраструктура
В посёлке по данным на 2007 год функционирует 1 учреждение здравоохранения.